# George Coșbuc
George Coșbuc (n. 20 septembrie 1866, Hordou, Imperiul Austriac – d. 9 mai 1918, București, România) a fost un poet, critic literar, scriitor, publicist și traducător român din Transilvania, membru titular al Academiei Române din anul 1916.
Poezia sa aparține patrimoniului cultural național, creația sa recomandându-l drept un autor clasic al literaturii române, un om cu un gust literar desăvârșit și un autor canonic, care nu poate lipsi din manualele școlare nici în ziua de azi. A dus, de asemenea, o prodigioasă activitate de iluminare (culturalizare) a țăranilor, fiind un precursor al mișcării poporaniste și un tehnician desăvârșit al prozodiei, folosea o gamă foarte variată de picioare metrice și de ritmuri, de la cele ale poeziei populare la terza rima. A dat o versiune completă a operei lui Dante, Divina comedie. A tradus foarte mult din lirica străină și a adaptat prin localizare la sufletul și mediul țărănesc Eneida și Odiseea (Iliada a fost tradusă de contemporanul său, George Murnu) și a introdus specii ale poeziei orientale, cum ar fi gazelul, în poezia română. Toate aceste calități îl recomandă pentru poziția pe care o ocupă, de autor clasic, dar mai ales simțul echilibrului și faptul că a scos în evidență partea solară, idilică, a sufletului țăranului român.

## Biografie

### Primii ani
George Coșbuc s-a născut în 1866, pe 20 septembrie, fiind al optulea dintre cei 14 copii ai preotului greco-catolic Sebastian Coșbuc și ai Mariei, fiica preotului greco-catolic Avacum din Telciu. Copilăria și-o petrece în satul natal Hordou, în orizontul mitic al lumii rurale, în tovărășia basmelor povestite de mama sa. Primele noțiuni despre învățătură le primește de la țăranul Ion Guriță, dintr-un sat vecin, despre care Maria Coșbuc auzise „că știe povești”. De la bătrânul diac (cântăreț la biserică) Tănăsucă Mocodean, George Coșbuc învață să citească încă de la vârsta de cinci ani.
Poetul și-a început studiile la școala primară confesională greco-catolică din Hordou, în toamna anului 1871, pe care, din motive de sănătate, le întrerupe după clasa I. Din toamna anului 1873, pentru clasele a II-a și a III-a, urmează cursurile școlii triviale (confesionale, greco-catolice) din Telciu, cea mai mare comună de pe Valea Sălăuții, învățând germana cu unchiul său Ion Ionașcu, directorul școlii. În clasa a IV-a (1875), se află la Școala Normală din Năsăud, pe care o absolvă pe data de 21 iunie 1876. În toamna aceluiași an, George Coșbuc se înscrie în clasa I a Gimnaziului fundațional greco-catolic din Năsăud, perioadă de când datează și primele contacte cu operele literaturii române și universale, precum Nikolaus Lenau, Heinrich Heine, Adalbert von Chamisso, Gottfried August Bürger și alții. La Gimnaziul superior (liceul, astăzi colegiu național) din Năsăud predau profesori cu o pregătire serioasă, unde se punea accent pe studiul limbilor și al literaturilor clasice, astfel tânărul Coșbuc formându-și aici o temeinică bază pentru cultura sa.
Începe să scrie versuri și activează în Societatea de lectură Virtus Romana Rediviva a gimnaziului năsăudean, încă din clasa a V-a (1880 - 1881), ca membru extraordinar. În clasa a VII-a, George Coșbuc este ales vicepreședinte al societății, iar la 2 octombrie 1883 devine președinte. Publică în paginile revistei Muza someșeană (1882 - 1883) primele poezii, citește la ședințele societății traduceri din Friedrich Rückert, Sándor Petőfi și o poveste populară, în 600 de versuri, Pepelea din cenușă.
Contactul cu literatura clasică, mai cu seamă cea latină, cu principalele opere ale literaturii europene, dragostea față de folclorul românesc și față de cărțile vechi îi marchează, din această perioadă, destinul creator. În mai 1884 își susține examenul de bacalaureat, iar după trecerea acestuia, în toamna anului 1884, se înscrie la Facultatea de Filosofie și Litere la Universitatea Francisc Iosif din Cluj, care avea pe atunci și o catedră de limbă română, condusă de preotul unit Grigore Silași. A continuat studiile clasice, frecventând cursurile de istoria vechilor greci, cele de traducere și interpretare din scrieri alese din Cicero, teoria și istoria retoricii la greci și romani, sintaxa greacă și istoria literaturii latine. A fost numit în comitetul Societății Iulia a studenților români din universitatea clujeană, timp în care își începe colaborarea la gazeta Tribuna din Sibiu (decembrie 1884).
În noiembrie 1886, bolnav și confruntat cu diverse dificultăți materiale, nu mai figurează printre studenții clujeni, frecventând doar anumite cursuri universitare. Continuă colaborarea la Tribuna, publicând Atque nos, Fata craiului din cetini, Draga mamei, Dragoste păcurărească. Ioan Slavici, directorul Tribunei, îl caută personal la Cluj pentru a-l atrage în redacția revistei și pentru a stabili cu el o eventuală colaborare de durată. Coșbuc publică și în coloanele revistei din Gherla Cărțile săteanului român, continuând în același timp să scrie la Tribuna precum povești și basme versificate (Fulger, Brâul Cosânzenii, Tulnic și Lioara), fapt ce îl determină pe Slavici, să îl aducă cu orice preț la Sibiu, în redacția ziarului. Din vara anului 1887 poetul începe să lucreze ca redactor la Tribuna, inaugurându-se astfel o etapă hotărâtoare în formația sa publicistică.

### Debutul literar
Despre începuturile sale literare însuși George Coșbuc mărturisește: 
„Cea dintâi poezie am publicat-o la vârsta de 15 ani într-o foaie pedagogică din Ardeal. N-o mai am și nici nu știu ce era, însă îmi amintesc ca a fost o poezie de dragoste. Am publicat apoi fel de fel de încercări prin toate foile ardelenești.”
Referirea este făcută la revista de informare pedagogică și literară Școala practică, redactată de pedagogul Vasile Petri, în care, „student” în clasa a VII-a liceală, George Coșbuc trimite spre publicare în primăvara anului 1883 o traducere. Primele încercări de versificație, cu solide studii umaniste de limba latină și greacă, filosofie și istorie filosofică, istoria literaturilor, poetică și prozodie, datează din perioada cursurilor Gimnaziului Fundațional din Năsăud. Evenimentul principal se produce în toamna anului 1880, când gimnazistul este primit ca membru al Societății de lectură a elevilor Virtus Romana Rediviva: 
„Întâiele încurajări mi le-au dat profesorii mei de liceu care în vederea talentului meu literar mă scuteau de studiile științifice ...”
Începând din octombrie 1882, membrii societății elevilor gimnaziști din Năsăud redactează publicația liceului, Muza Someșeană, un caiet manuscris, în care elevii publicau texte originale, traduceri și observații critice. Aici vor apărea primele poezii ale elevului George Coșbuc, altele urmând a fi citite de autor în ședințele societății, în total peste cincizeci de poezii „dintre cele 160 scrise pe când era elev în clasa a șasea”. La 20 decembrie 1883 Societatea de lectură Virtus Romana Rediviva îl alege ca președinte. Mai târziu, în numărul 47 din 18/30 noiembrie 1884, revista Familia din Oradea îi publică poezia Aș vrea să fiu, semnată tot C. Boșcu, purtând indicația „după Petöfi”.
Debutul publicistic propriu-zis se produce tot în 1884, când revista Tribuna din Sibiu îi publică sub pseudonimul C. Boșcu (anagrama numelui Coșbuc), snoava versificată Filosofii și plugarii. Prezentată sub formă de foileton, această snoavă (are peste 350 de rânduri) apare în trei numere consecutive ale revistei sibiene (nr. 183-190 din 5/17 decembrie - 8/28 decembrie 1884). George Coșbuc transmisese vasta compoziție din Cluj, unde se înscrisese la Facultatea de Litere și Filosofie. Ioan Slavici, conducătorul Tribunei, își va reaminti mai târziu acest debut: 
„Într-una din zile am primit la redacțiune, pentru foița Tribunei, un manuscript, curat și citeț, o snoavă versificată. Autorul se subscria Boșcu și plicul fusese-n Cluj pus la poștă. Mi se părea lucru învederat, că acel Boșcu e-ncepător, student la universitatea din Cluj, și mă bucuram, căci n-o fi, poate, adevărat că ziua bună de dimineață se cunoaște, dar nu mai încape nici o îndoială, că cei în adevăr aleși chiar de la începutul lucrării lor își dau destoiniciile pe față. Mi-a plăcut snoava, am publicat-o și mi-am aprins paie-n cap.”
Debutul editorial are loc prin apariția la Sibiu, în Biblioteca poporală a Tribunei, a cinci broșuri: Blăstăm de mamă, Legendă poporală din jurul Năsăudului și Pe pământul turcului (1885), Fata craiului din cetini, Draga mamei (1886) și Fulger. Poveste în versuri (1887).
Credincios publicației în care și-a făcut adevăratul debut literar, Coșbuc va rămâne colaborator asiduu al Tribunei mulți ani, chiar și după ce se va stabili în București.

### Gazetar la Sibiu
În august 1887, George Coșbuc ajunge la Sibiu, unde va rămâne până în 1889. Ioan Slavici va consemna cu entuziasm evenimentul: „De vreo două săptămâni avem aici pe Coșbuc, un admirabil băiat de vreo 21 de ani, unul din cele mai distinse capete”. Mișcarea literară de la Tribuna a dus la cristalizarea poziției lui George Coșbuc față de literatură, în direcția interesului către folclor, ca bază a literaturii culte, și către limbajul popular, orientată, în esență spre idealul restabilirii unității culturale a poporului român.
Timpul petrecut aici s-a dovedit a fi cel mai rodnic din activitatea sa. Munca în redacția Tribunei, alături de Ioan Slavici, Ioan Bechnitz, Septimiu Albini, toți oameni cu o serioasă cultură înaintată, a însemnat o adevărată școală literară.
„Gheorghe Coșbuc, înzestrat din belșug de către firea cea darnică, s-ar fi ridicat în toate împrejurările deasupra contemporanilor săi, n-ar fi ieșit ceea ce a fost dacă nu și-ar fi croit lucrarea vieții în mijlocul acestor oameni cu cultură generală, care toți erau scriitori ...”
Anii petrecuți în redacția Tribunei sibiene (1887 - 1889) vor culmina cu apariția poemului Nunta Zamfirei, un poem - spectacol admirabil, care a impresionat chiar și pe olimpianul Titu Maiorescu. Cu Nunta Zamfirei George Coșbuc s-a impus definitiv în atenția cititorilor și a criticilor de peste munți, fapt care i-a creat aureola de mare poet. Și tot cu ea s-a impus mai întâi și la București, după ce fusese publicată în Convorbiri literare, în martie 1890.
„La 1893, când am publicat «Balade și idile» eram cunoscut în țara românească numai după un ciclu de poeme cu subiecte luate din poveștile poporului și să le leg astfel ca să le dau unitate și extensiune de epopee. Nunta Zamfirei este un episod din această epopee.”
Înainte de a fi publicată în Convorbiri literare, Nunta Zamfirei fusese citită de Coșbuc, la 4 februarie 1890, la ședința Junimii, în București. În jurnalul său Maiorescu va nota: „Coșbuc, cu eminenta sa poezie Nunta Zamfirei”. Până la apariția poeziei Noi vrem pământ! (1894), Nunta Zamfirei avea să rămână cea mai cunoscută și mai apreciată scriere a lui George Coșbuc.
Poemul a fost elaborat în decursul a 5 ani. Prima versiune, datând din 1884, ultima perioadă a studiilor gimnaziale din Năsăud, a fost publicată pentru prima oară în Tribuna, Sibiu, la 24 martie 1889, și îl consacră definitiv pe autor ca poet de real talent. Aceasta va constitui și varianta citită la Junimea spre sfârșitul lui ianuarie 1890. Versiunea reprodusă în Convorbiri literare, București, nr. 12, 1 martie 1890, va cunoaște o formă mai accentuată decât cea din Tribuna și mai apropiată de cea pe care poetul o va publica în toate edițiile antume ale volumului Balade și idile.

Familia lui George Coșbuc
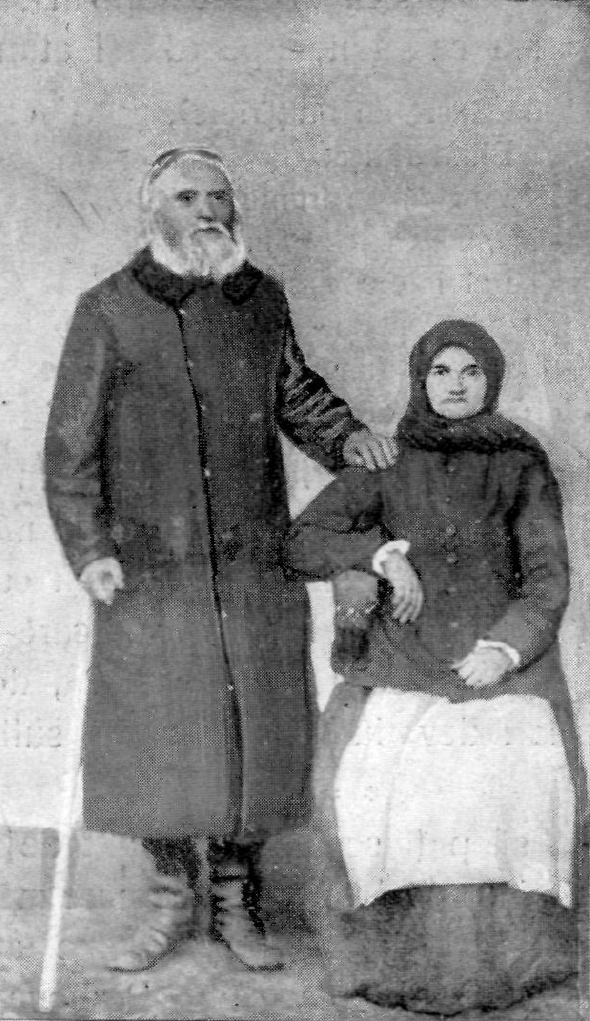
Părinții
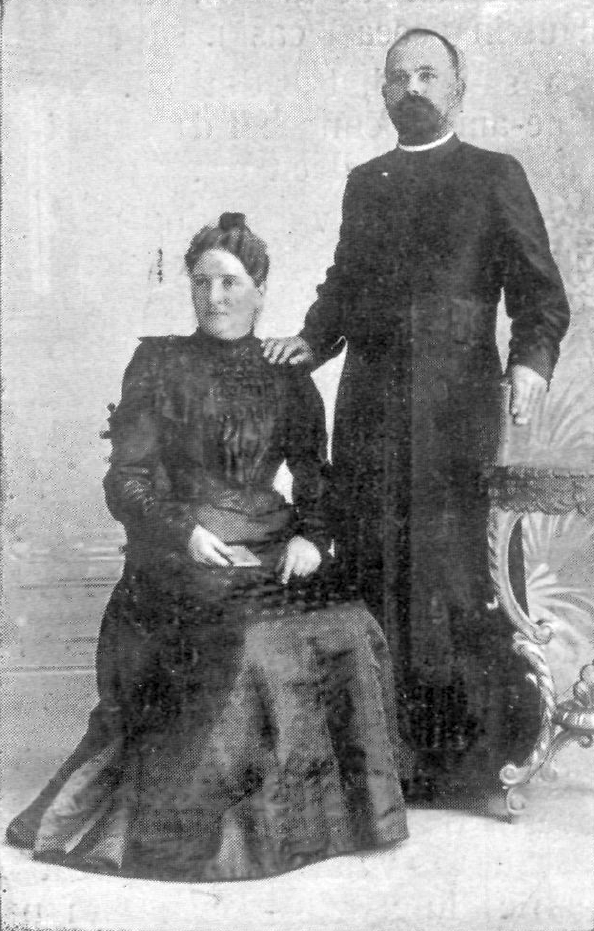
Sora
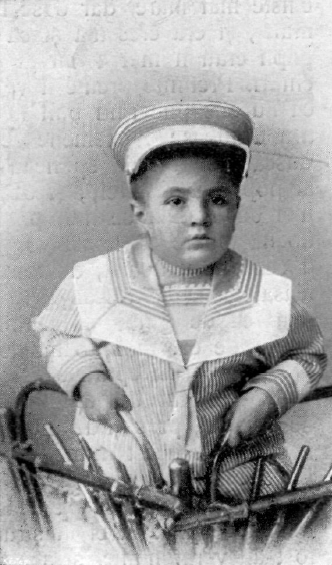
fiul Alexandru
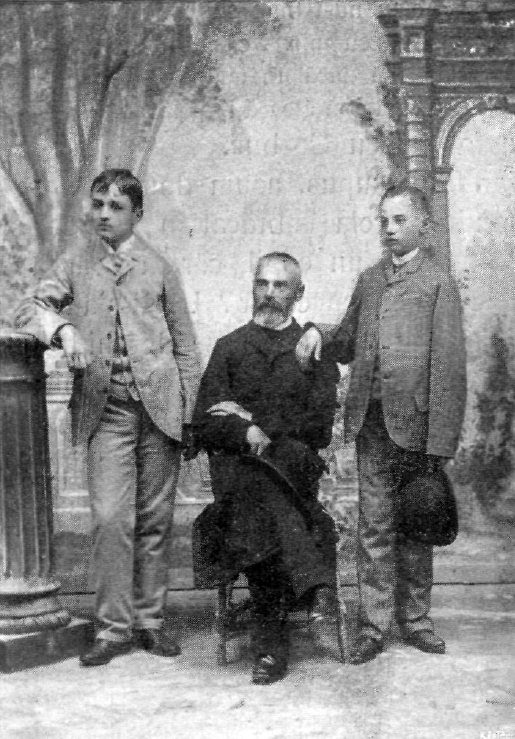
Leon Coșbuc
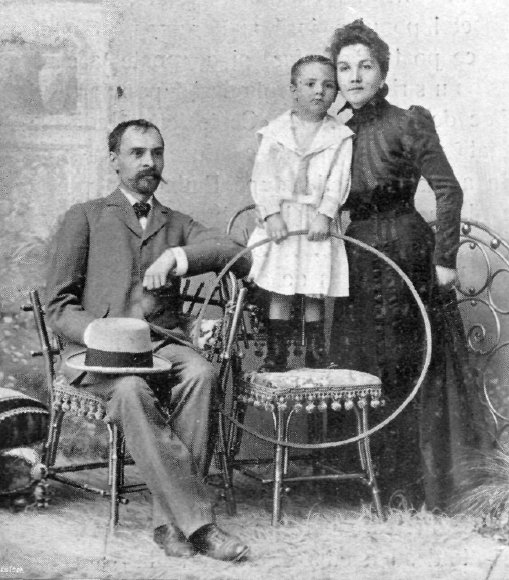
George, Elena și Alexandru
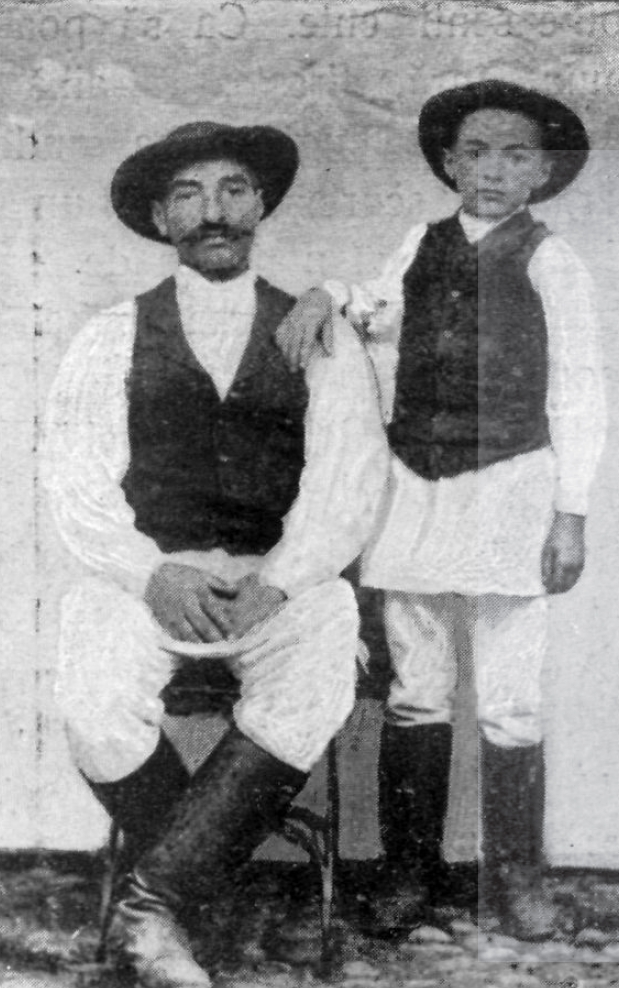
Fratele Aurel

Poetul însuși va vorbi despre perioada petrecută la Sibiu ca despre „cei mai rodnici” ani ai săi. Acum își orientează scrisul spre idilă și trece treptat de la simple versificări pe teme folclorice la creații originale. În paginile Tribunei i se tipăresc numeroase poezii, semnate sau nesemnate, printre care unele dintre cele mai izbutite creații ale sale: Nunta Zamfirei, Mânioasă, Numai una, Fata morarului, Crăiasa zânelor , o parte din Anacreonticele sale, publicate cu mici modificări în ciclul Cântece la sfârșitul volumului Balade și idile din 1893. Spre anul 1889, Tribuna începe să lucreze în pierdere, situația ducând la desființarea unor posturi, printre care și cel al lui Coșbuc. La insistențele lui  Ioan Slavici, Titu Maiorescu îl cheamă la București, unde sosește pe la mijlocul lunii decembrie 1889 și i se oferă un post de „desemnător ajutor” la Ministerul Cultelor și Instrucțiunii Publice.

### Perioada bucureșteană

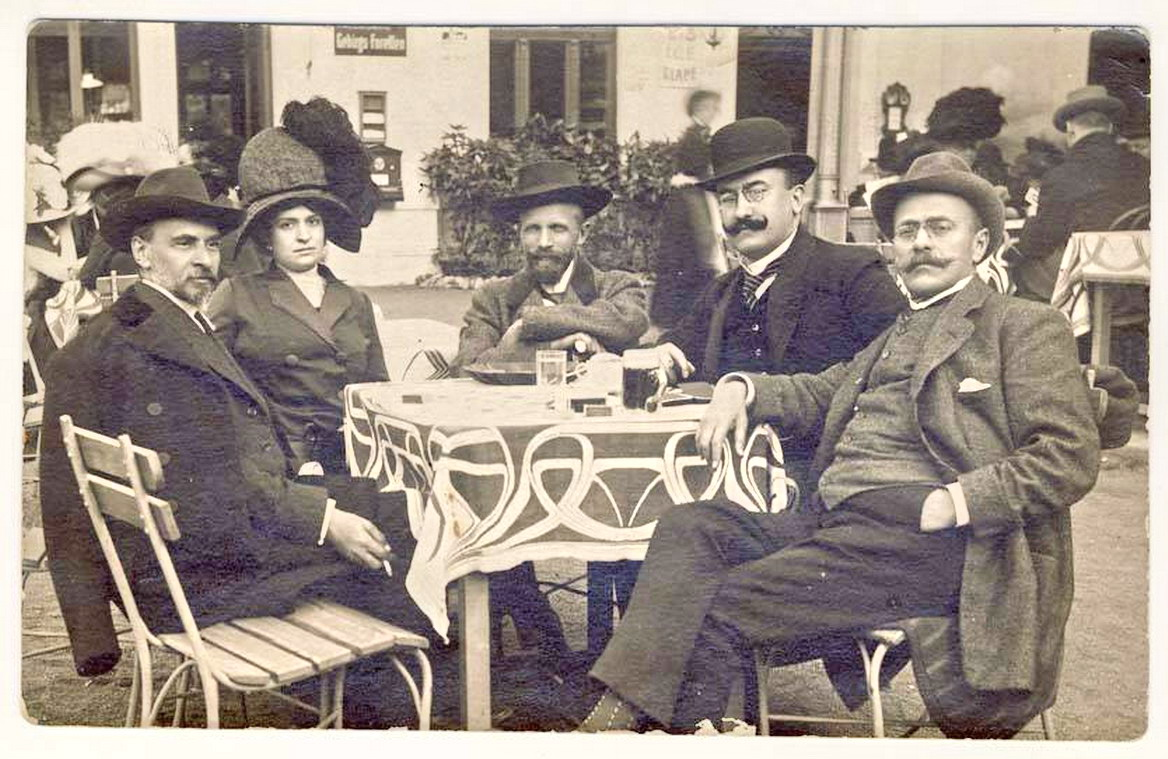
De la stânga spre dreapta: George Coșbuc, d-na Elena Vaida-Voievod, dr. Ciuta (Bistrița), Alex. Vaida-Voievod, I.L. Caragiale, la Karlsbad, 1911

Sosit la București, Titu Maiorescu l-a primit în ședința Junimii din 23 decembrie 1889, unde ardeleanul de curând sosit de dincolo de munți a citit din lucrările sale celor prezenți, alături de I.L. Caragiale. Spre sfârșitul lunii ianuarie, 1890, George Coșbuc este invitat, din nou, la o ședință a Junimii.
Relațiile lui cu Titu Maiorescu și Junimea s-au păstrat, totuși, destul de reci, deși Maiorescu îi aprecia originalitatea și talentul, reținerile explicându-se doar politic. Deși sporadic, publică la Convorbiri literare poemele La oglindă (1890), alte trei poezii, între care și Rea de plată (1892). Continuă să publice la Tribuna (Pe lângă boi, Trei, Doamne, și toți trei, Cântec), la Lumea ilustrată, (Fatma, 1891; Vestitorii primăverii, Noaptea de vară, Vara, Vântul, 1892; Rugăciunea din urmă, 1893).
Demisionează din postul de funcționar și este cooptat în colectivul profesorilor asociați care elaborau un manual de școală intitulat Carte românească de citire, lucrează un timp în redacția unor publicații (Lumea ilustrată).
În anul 1893, apare volumul Balade și idile (258 de pagini), editat de Socec. O primă variantă a acestui volum este gata de tipar la Editura Librăriei Socec din primăvara anului 1892. În 1893, volumul Balade și idile a apărut în luna iunie, apariția fiindu-i menționată în Românul literar (nr. 19 din 13 iunie) și în Moftul român (2 iunie 1893), care anunța evenimentul într-o notă nesemnată, pusă în seama lui Caragiale: 
„Pe câmpul vast al publicisticii române, pe care crește atâta spanac des și abundent, a apărut în sfârșit zilele acestea și un copac și e așa de mândru și așa de puternic, că mii și mii de recolte de buruieni se vor perinda și el va sta tot mereu în picioare, tot mai sănătos și mai trainic, înfruntând gustul actual și vremea cu schimbările ei capricioase și făcând din ce în ce mai mult fala limbii noastre românești - un volum de Balade și idile de George Coșbuc.”
În locul unor texte de întâmpinare a acestui adevărat eveniment literar, spre sfârșitul lunii august 1893, apărea o broșură (Adevărul asupra poeziilor d-lui Gh. Coșbuc), scoasă la Iași de N. Lazu, prin care se contestă originalitatea unor poezii din volum. Intervenția lui Lazu, grefier judecătoresc la Piatra și fost coleg al practicantului Eminescu de la Tribunalul Botoșani, a stârnit un adevărat proces literar pe o durată de aproape zece ani. D. Evolceanu, printr-o intervenție în numele Convorbirilor literare apreciată de însuși Titu Maiorescu, de scriitorii Alexandru Vlahuță și Nicolae Iorga iau, în cele din urmă, apărarea poetului. Este impresionantă, de asemenea, o apreciere a lui P.P. Negulescu într-o scrisoare din Berlin adresată lui Titu Maiorescu: 
„M-a indignat în adevăr peste măsura infamia scandalului ce se face cu bietul Coșbuc. E un veninos asalt de pigmei în contra unui incontestabil talent literar.”
În anul 1894 editează în colaborare cu I. L. Caragiale și Ioan Slavici , revista Vatra. În 1895 s-a căsătorit cu Elena, sora editorului C. Sfetea, și, în același an, la Craiova, i s-a născut unicul fiu, Alexandru.

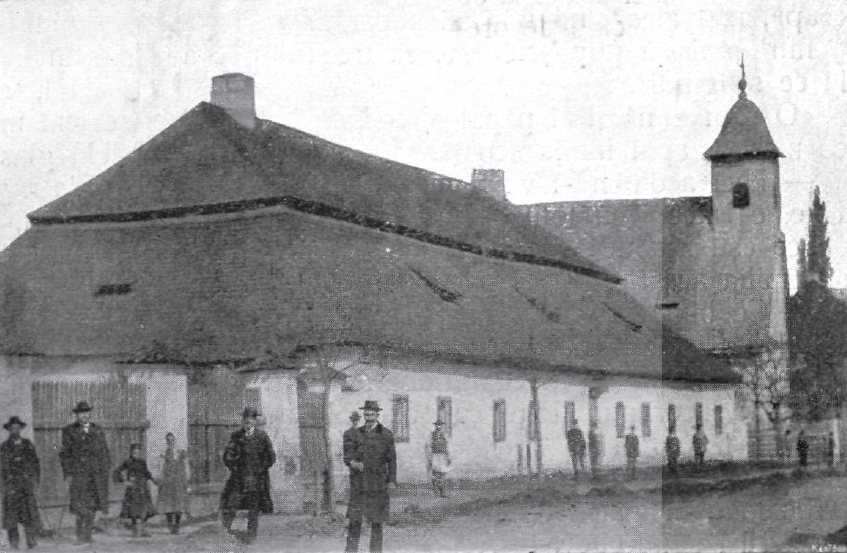
Gimnaziul vechi de la Năsăud
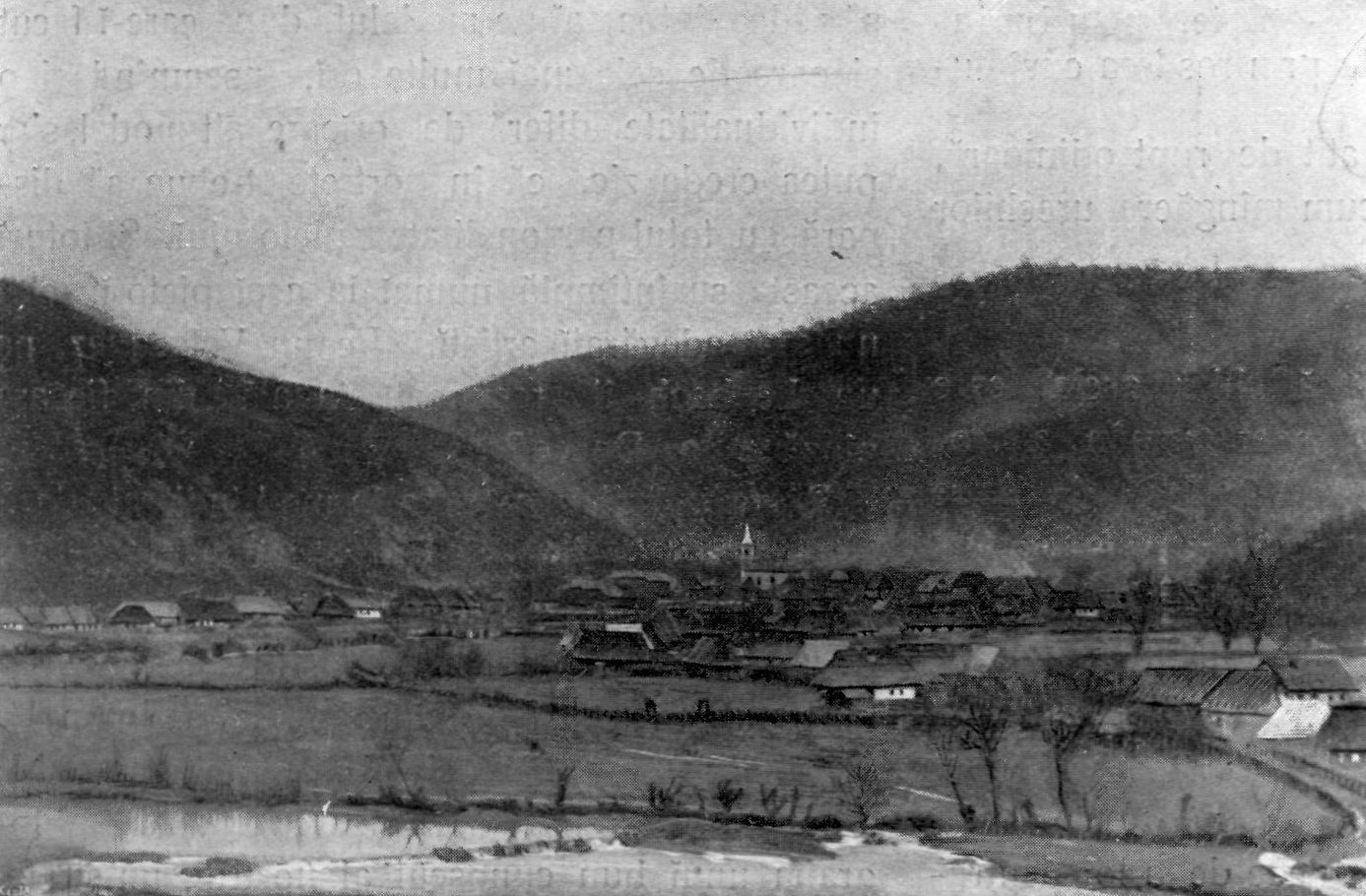
Satul Hordou (imagine de epocă)
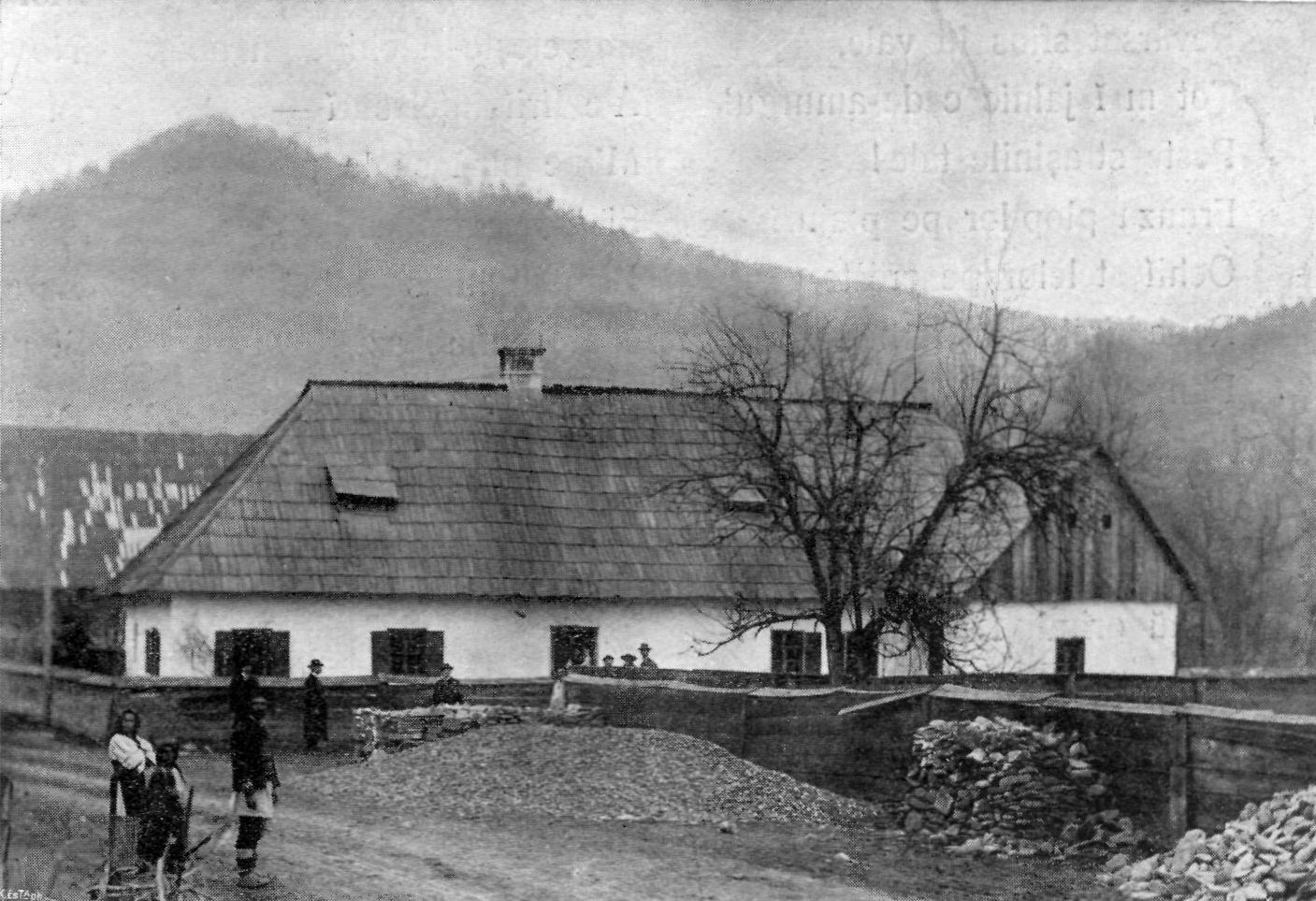
Casa natală

Pe la sfârșitul lunii martie 1896, după ce poetul trăise bucuria consacrării și, în același timp, amarul unor calomnii, i se tipărește la București, în Editura Librăriei Școalelor C. Sfetea, volumul de versuri Fire de tort. Autorul își însoțește cartea și cu câteva note, o exprimare a atitudinii sale fata de acuzația de plagiat, dar și o dezvăluire a existentei unui proiect de epopee:
„De când am început să scriu, m-a tot frământat ideea sa scriu un ciclu de poeme cu subiectele luate din poveștile poporului (și să leg astfel ca să le dau unitate și extensiune de epopee, ca și Nunta Zamfirei, Moartea lui Fulger, Fulger, Tulnic și Lioara, Craiul din cetini, Laur bolnav, Patru portărei și altele vreo câteva nepublicate. Am părăsit ideea din pricina ca am făcut greșeala să încep a scrie poemele în două feluri de metre - unele în versuri de 14 silabe, altele în versuri de 8 silabe.”

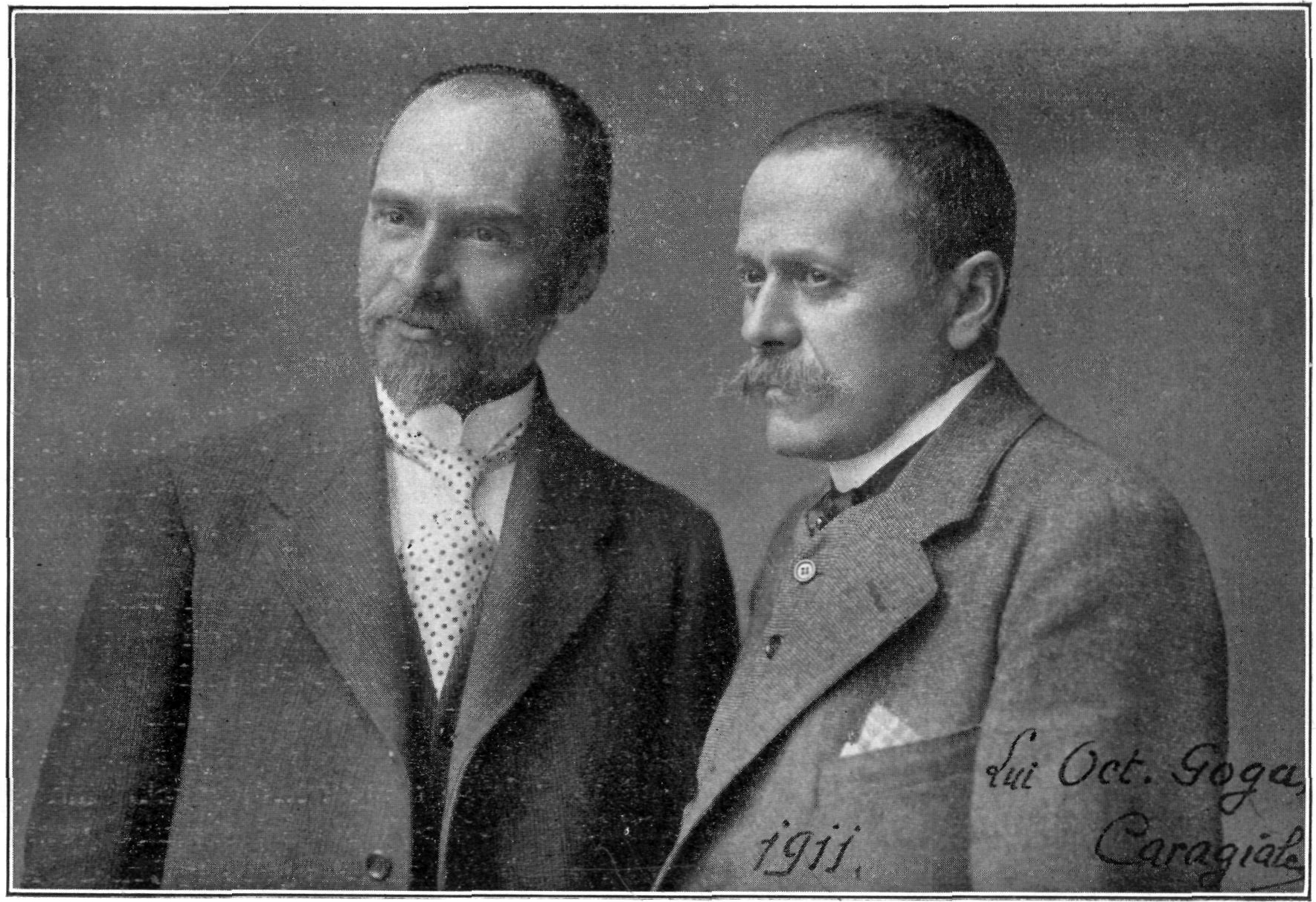
George Coșbuc împreună cu Caragiale

În 1896 iese de sub tipar volumul Fire de tort. Se tipărește în traducerea lui Coșbuc Eneida de Vergiliu. Colaborează la Povestea vorbei și la Literatură și artă română (București). În 1897, traducerea Eneidei lui Vergiliu primește premiul Năsturel-Herescu al Academiei Române. După dispariția Vetrei, Coșbuc preia conducerea revistei Foaia interesantă; va conduce, împreună cu Vlahuță, revista Semănătorul (2 decembrie 1901 - decembrie 1902), revista căpătând ulterior o tot mai accentuată orientare naționalistă. În 1902 publică volumul de poezii Ziarul unui pierde-vară, colaborează la România ilustrată și Universul literar.
La 28 martie 1902 Ministerul Instrucțiunii Publice și al Cultelor îl numește în postul de șef de birou, creat prin bugetul administrației Casei Școalelor. Conduce revista Viața literară, este numit în postul de referendar în Administrația Casei Artelor (1906).
Din 1907 lucrează intens la traduceri: Georgicele de Vergiliu, Don Carlos de Schiller, Odiseea de Homer; este numit în postul de șef al Biroului de control al activității extrașcolare (1907). Munca de tălmăcire în românește a capodoperei lui Dante, Divina Comedie, îl absoarbe în întregime.
Publică în Luceafărul, Românul și Flacăra. Alături de Al. Vlahuță și M. Sadoveanu, Coșbuc îndrumă și organizează conferințele sătești.
Din 1908, revine frecvent în locurile natale.
În august 1915 moare Alexandru, fiul poetului, într-un accident de automobil în apropiere de municipiul Târgu Jiu. Coșbuc suportă foarte greu lovitura,   se izolează și încetează să mai publice. Locul în care a avut loc teribilul accident de circulație este cunoscut de toți gorjenii ca „Fântâna lui Coșbuc“. Nicolae Iorga consemnează:
„O mare nenorocire a atins pe George Coșbuc. N-a fost om care, știind bucuriile și durerile unui părinte, care să nu-și șteargă o lacrimă atunci când inima cea mare sângera de cea mai înspăimântătoare rană, care niciodată nu se poate închide.”
Lovitura fatală, scria, mai târziu, Tudor Arghezi într-o tabletă, n-a cruțat nici pe tată, nici pe poet.

#### La Academia Română
În ședința din 13/26 mai 1916, sub președinția lui Iacob Negruzzi, Secțiunea literară a Academiei Române hotărăște cu 4 voturi din 6, să-l propună pe George Coșbuc membru titular al Academiei. La 20 mai/2 iunie plenul academic, prezidat de Barbu Ștefănescu Delavrancea, alege ca membru activ pe poetul George Coșbuc. Vorbind în numele Secției literare, Duiliu Zamfirescu spunea în raportul său: 
„Reputația sa literară e așa de întinsă, încât numele său a devenit popular în toate țările locuite de Români. Primindu-l în mijlocul nostru consfințim ceea ce opinia publică a hotărât de mult. Domnul Coșbuc a dat poporului român, în mai puțin de 25 de ani, o cantitate de muncă literară atât de considerabilă, încât numai pentru aceasta s-ar cuveni să-i deschidem ușile amândouă pentru a-l primi între noi. Dar calitatea lucrărilor sale întrece cantitatea. Poeziile sale sunt adevărate poezii și sunt originale.”

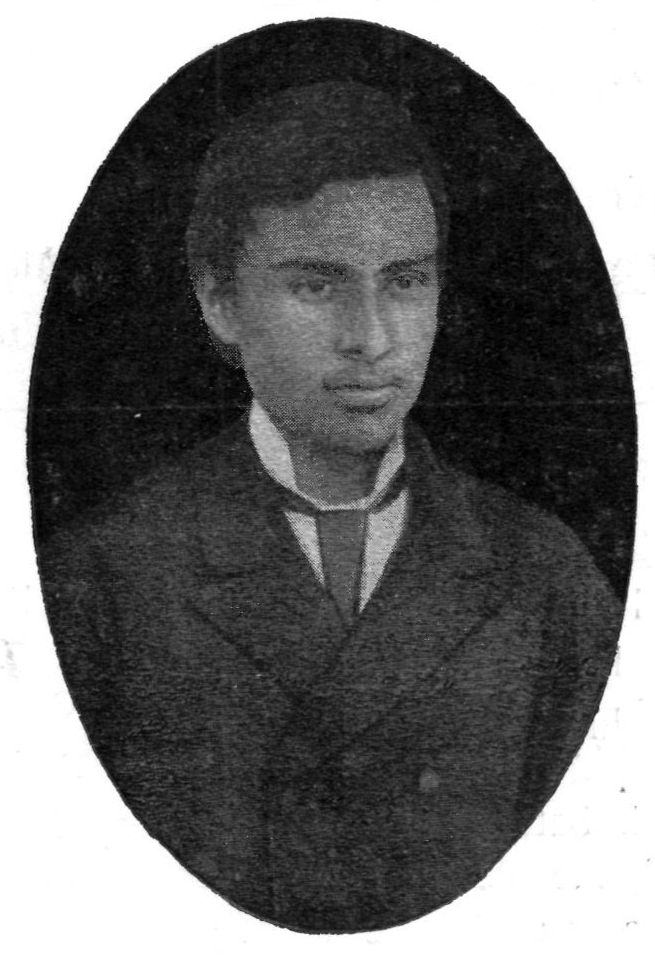
Coșbuc la tinerețe

Sunt amintite volumele Balade și idile, Fire de tort, traducerile: 
„Din punct de vedere clasic - prin urmare esențialmente academic - Eneida și Bucolicele lui Vergiliu sunt monumente; Odiseea, tradusă în strofe endecasilabice rimate, reprezintă o sforțare intelectuală de necrezut; în fine, Divina Comedie este cea mai perfectă versiune a acestei celebre poeme.”
Prima ședință la care poetul își face apariția e cea din 27 mai/9 iunie 1916. La intrarea sub cupolă e primit cu aplauze și salutat de președintele C. I. Istrati: 
„V-ați scoborât prin voința voastră la București, între noi, de pe înălțimile frumoase și românești ale plaiurilor de la Năsăud. Acum, prin munca voastră, vă ridicați la punctul cel mai înalt pe care poate să vi-l prezinte cultura română, ocupând un scaun în mijlocul nostru. Bun venit noului și distinsului nostru coleg George Coșbuc. Aplauzele cu care ați fost primit v-au arătat, domnule coleg, bucuria pe care o are această instituțiune de a vă număra printre membrii ei.”
Răspunsul poetului: 
„Îți mulțumesc întâi de toate d-tale, Domnule Președinte, pentru frumoasele cuvinte - mai frumoase, poate, decât le merit, - cu care ai avut bunăvoința să mă saluți și prin ele să mă iei oarecum de mână, ca să mă pui la rând pe brazda Academiei. Aceste cuvinte sunt pentru mine ca o punere de mâini pe capul meu, ca să scoboare asupra mea harul acelui spirit, care luminează și conduce opera Academiei ... Vă mulțumesc și dv, d-lor Membri, că m-ați găsit vrednic să fiu părtaș în mijlocul d-voastră, ca să fiu și eu o părticică de suflet în sufletul cel mare al Academiei.”
Printre cei prezenți la ședință se află N. Iorga, B. Delavrancea, dr. Victor Babeș, dr. Gh. Marinescu.
Din ziarele care menționau evenimentul, Gazeta Transilvaniei, nr. 115, mai 1916, scrie următoarele despre drumul lui Coșbuc din Hordou la Academie: 
„... cu atât mai anevoios, cu cât poetul țărănimii nu era uns cu nici un soi de alifie ciocoiască și conștiința superiorității lui îl oprea de a-și face drum cu coatele, când era în drept să aștepte să i se deschidă cărarea de la sine.”

### Sfârșitul

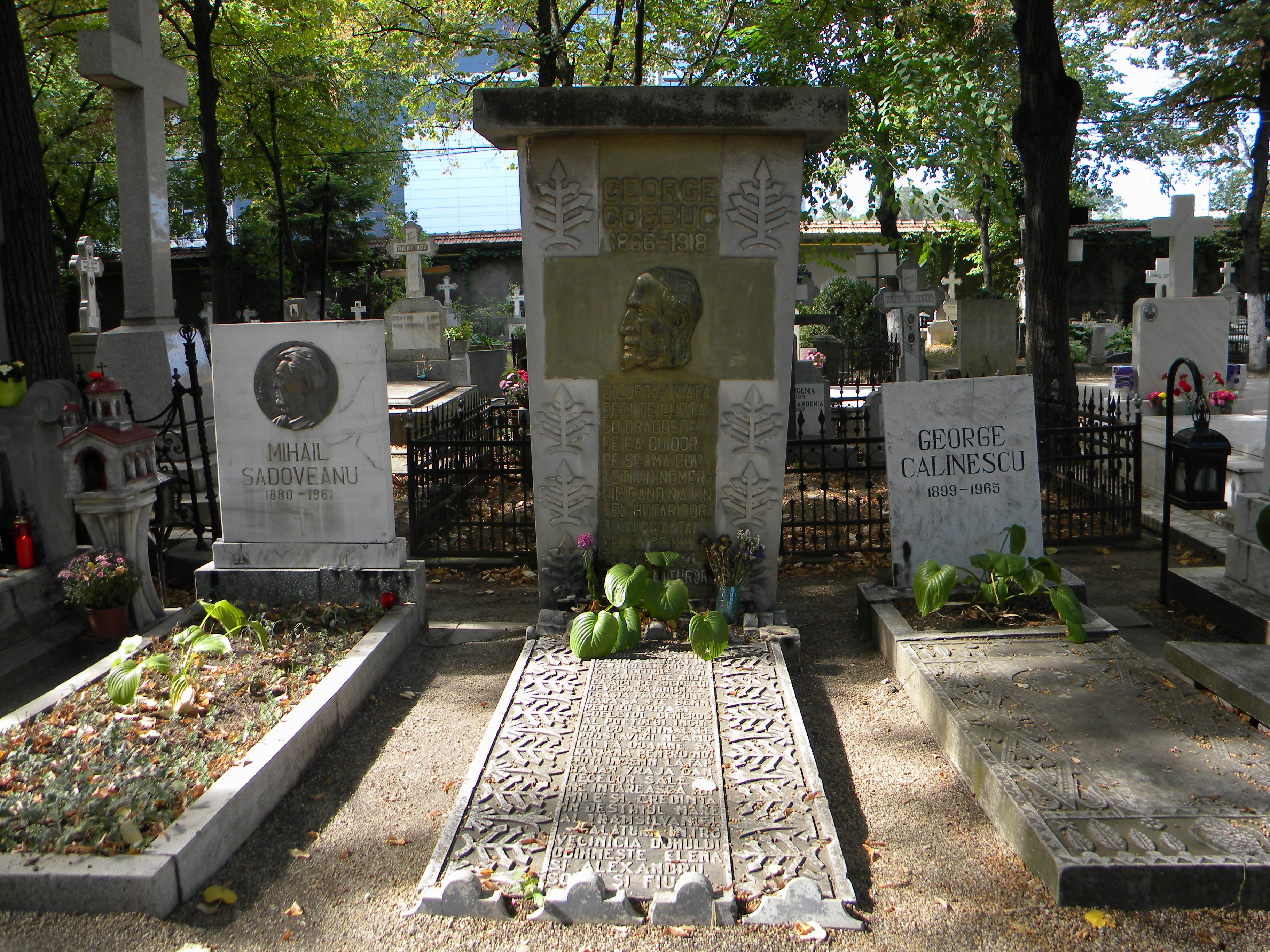
Mormântul lui George Coșbuc
(Cimitirul Bellu, București)

La 24 februarie 1918, apare în revista Scena din București ultima poezie a lui George Coșbuc,  Vulturul.
„La 9 mai 1918, poetul George Coșbuc moare la București. Țara pierde un mare poet, în sufletul căruia s-au reflectat toate aspirațiile neamului nostru ...” spunea Bogdan-Duică la înmormântarea ilustrului dispărut. La moartea lui Coșbuc, Nicolae Iorga, cel care afirmase mai demult că „poezia lui Coșbuc este de o virtuozitate extraordinară”, publică un necrolog pe care-l încheie cu următoarele cuvinte: 
„Cel ce a cântat toate vitejiile neamului, de la Gelu al legendei până la dorobanții din 77, moare fără a fi văzut cu ochii sub steag pe aceia care au onorat din nou sfântul drapel al țării. Să lăsăm ca asupra frunții lui palide, acum liniștite, să cadă o umbră mângâietoare a depărtatului tricolor nevăzut.”
În ziarul Lumina, din București, Liviu Rebreanu publică, la 14 mai 1918, articolul George Coșbuc, afirmând printre altele: 
„Coșbuc e primul poet pe care-l dă Ardealul literaturii românești. Ardelean a rămas toată viața. Până și în graiul viu păstrase o notă ardelenească, particulară, care îi ședea bine. Aici în țară dragostea lui a fost pentru cele șase milioane de țărani. Simțea o fraternitate profundă cu dânșii ... A răsărit deodată, fără să-l știe nimeni, fără să facă ucenicia cafenelelor și bisericuțelor bucureștene. Și a biruit împotriva tuturor celor scufundați în inimații și neputințe. A adus lumină, sănătate, voioșie. Scrisul lui Coșbuc trăiește și va trăi cât va trăi neamul românesc.”

## Opera

Statuia lui George Coșbuc, realizată de sculptorul Gavril Covalschi, este amplasată la intrarea din Parcul Municipal Bistrița. Ridicată pe un soclu turnat în beton și placată cu plăci de granit, statuia lucrată în bronz (300 x 100 x 80 cm) a fost dezvelită la data de 7 mai 1978.

### Tematică și particularități
După cum însuși a mărturisit-o, Coșbuc intenționa să realizeze o epopee, astfel încât „baladele” și celelalte poeme luate din „poveștile poporului” pe care le-a scris, să capete „unitate și extensiune de epopee”. Deși nerealizată pe deplin, cele mai izbutite poeme ale sale se încadrează într-o viziune unitară, alcătuind o monografie epico-lirică a satului românesc. Regăsim în creația sa natura românească, muncile câmpenești, datinile atașate marilor momente ale existenței, erotica țărănească, revolta țăranului, experiența tragică a războiului, momente din istoria poporului român.
În descrierea naturii, deosebindu-se de V. Alecsandri (cel dintâi pastelist remarcabil în evoluția liricii românești), la Coșbuc obiectul evocării e omul pământului, peisajul având funcția de a-i oferi acestuia cadrul de manifestare, în tradiția poemelor lui Vergiliu și ale lui Hesiod, cu ale sale Munci și zile. G. Coșbuc închină fiecărui anotimp măcar câte o poezie, spectacolul lumii rurale relevând cadrul existențial și unele dintre îndeletnicirile țărănești tipice (Noapte de vară, Vara, În miezul verii, Iarna pe uliță). Natura este plastică și, de obicei, evocatoare de tablouri cu contururi exacte, exprimând puternice stări sufletești. Viziune artistică din Balade și idile este unitară, poemele impunându-se prin prospețime și prin optimism, în legătură intimă cu mentalitatea țărănească, ale cărei ipostaze fundamentale le stilizează. Idilele sunt caracterizate printr-un lirism discret, în viziune obiectivată epic sau dramatic. Poetul surprinde în scene de o grație firească semnele tulburării erotice, jocurile și capriciile iubirii, farmecul vârstei incerte, între o candoare sufletească și o instinctivă tactică erotică. Imaginea, esențializată, a psihologiei și a comportamentului erotic este recompusă prin reacțiile, gesturile și replicile eroilor. Se detașează din idile o anume simplitate a situațiilor, extrase dintr-un cotidian țărănesc, stilizat cu grație și simplitate. Dovadă a unei înzestrări clasice temperamentale, înclinată spre lumea obiectivă și nu spre atmosfera subiectivă, vocația poetului în descrierea naturii este desenul, în forma unor notații simple, neutre sub raport artistic, dar de o mare siguranță și expresivitate în mobilitatea percepției. Coșbuc a păstrat spiritul autentic românesc în balade, prin prezentarea momentelor nunții (Nunta Zamfirei) sau prin viziunea asupra morții (Moartea lui Fulger). Experiența tragică a războiului, momentele din istoria națională și revolta țăranului apar în sinteze poetice, reprezentative pentru psihologia noastră etnică și a filosofiei implicate în atitudinea românească în fața vieții și a morții. Coșbuc a creat o operă de sensibilitate românească, sinteză de autentică și originală substanță poetică și artistică.

### Volume publicate
- Blestem de mamă, Sibiu, 1885;
- Pe pământul turcului, Sibiu, 1885;
- Fata craiului din cetini, Sibiu, 1886;
- Draga mamei, Sibiu, 1886;
- Fulger, Sibiu, 1887;
- Balade și idile, București, 1893;
- Fire de tort, București, 1896;
- Războiul nostru pentru neatârnare, București, 1899; ediție îngrijită și prefață de Andrei Gligor, Craiova, 1995;
- Povestea unei coroane de oțel, București, 1899; ediție îngrijită și prefață de Teodor Vârgolici, București, 1992; ediția Iași, 1997;
- Din țara Basarabilor, București, 1901;
- Ziarul unui pierde-vară, București, 1902;
- Dintr-ale neamului nostru, București, 1903;
- Cântece de vitejie, București, 1904;
- Superstițiunile păgubitoare ale poporului nostru, București, 1909;
- Balade, București, 1913;
- Drumul iubirii, București, 1916;
- Povești în versuri, ediție îngrijită de Nicolae Drăganu, Sibiu, 1921;
- Poezii alese, prefață de Mihai Beniuc, București, 1952;
- Poezii, I-II, prefață de Dumitru Micu, București, 1953;
- Despre literatură și limbă, îngrijită și prefață de Alexandru Duțu, București, 1960;
- Versuri, prefață de Dumitru Micu, București, 1961;
- Comentariu la „Divina Comedie”, I-II, îngrijită și introducere de Alexandru Duțu și Titus Pârvulescu, București, 1963-1965; în Opere alese, IX, ediție îngrijită de Gheorghe Chivu, prefață de și comentarii Alexandru Duțu, București, 1998;
- Fire de tort. Cântece de vitejie, I-II, îngrijită și prefață de Mircea Tomuș, București, 1966;
- Opere alese, vol. I-VI, îngrijită și prefață de Gavril Scridon, București, 1966-1982, vol. VII-IX, ediție îngrijită de Gheorghe Chivu, prefață de și comentarii Alexandru Duțu, București, 1985-1998;
- Opera poetică, I-II, Chișinău, 2000;
- Scrieri alese, îngrijită și prefață de Gavril Istrate, Iași, 2001.

### În alte limbi
- Mese a libákról (Povestea gâștelor), traducere în limba maghiară de Majtényi Erik, Ifjúsági Könyvkiadó, Bukarest, 1952.[30]

### Conducător de reviste
Un rol de seamă în dezvoltarea culturii românești l-a avut G. Coșbuc și prin participarea sa la conducerea unor importante reviste, dovedind, în acest sens, o evidentă vocație publicistică. Experienței dobândite la Tribuna se va adăuga munca în redacția revistei Lumea ilustrată, publicație cu caracter enciclopedic, editată la București, bilunar în anul 1896. Din conducere fac parte: Coșbuc, D. Stănescu și I.I. Roșca.
La București, George Coșbuc a mai făcut parte și din conducerea revistelor Vatra (1894), Foaie interesantă (1897), Sămănătorul (1901) și Viața literară. Înființată la 1 ianuarie 1894, la București, revista Vatra, concepută în descendența Daciei literare și a Tribunei va apărea doar în 44 de numere, bilunare, până în august 1896. Publicația, culturală și literară, de orientare tradiționalistă, i-a avut ca directori pe I. Slavici, I.L. Caragiale și G. Coșbuc. Poetul era apreciat deja ca scriitor și acumulase și în munca de redacție o bogată experiență. În momentul constituirii definitive a colectivului redacției, Coșbuc era destinat să fie elementul de bază: 
„Când noi, Caragiale, Coșbuc și eu, am luat cu C. Sfetea, înțelegerea să publicăm Vatra, ne puneam nădejdea în Coșbuc, pe care-l știam înzestrat cu multe și mari destoinicii și totodată și muncitor. ... Editorul rămânea deci răzămat numai în Coșbuc. Ne întâlneam, ce-i drept, adeseori ca să stăm de vorbă, dar acela care muncea era Coșbuc, numai el, și mai ales mulțumită ostenelilor lui a fost Vatra o revistă ilustrată care poate fi citită și azi cu plăcere.”
Titlul simbolic al revistei, „organ literar pentru toți românii”, a fost ales de Coșbuc, după cum reiese din propriile mărturisiri, și indică, precum și articolul program (Vorba de acasă), intenția celor trei fondatori de a îndruma creația literară spre tradițiile comune ale vetrei strămoșești: 
„Așa cum în dezvoltarea limbii noastre numai prin întoarcerea la graiul viu al poporului am putut să ajungem la stabilitate și unitate, și în dezvoltarea noastră culturală vom ajunge la statornicie și unitate numai dacă vom ține, în toate lucrările noastre, seamă de gustul poporului, de felul lui de a vedea și de a simți, de firea lui, care e pretutindeni aceeași”
Revista va promova literatura originală, izvorâtă direct din viața poporului năzuind a imprima literaturii un profund specific național, fără a exclude total traducerile de opere valoroase. Poetul a depus aici o intensă activitate redacțională, fiind principalul îndrumător al revistei. Aici i-au apărut cele mai reprezentative poezii, reunite apoi în volumul Fire de tort (1896): Mama, Ștefăniță Vodă, Lupta vieții, Pașa Hassan, Doina, Scara, Iarna pe uliță, Dragoste învrăjbită, Fata mamei, Noi vrem pământ, In opressores. Într-o rubrică intitulată Vorba ăluia, G. Coșbuc explica originea unor zicători și expresii populare despre care tot Slavici afirma: „Era înainte de toate rubrica Vorba ăluia în care dădea lămuriri nu numai interesante, ci totodată și instructive asupra zicătorilor românești”. Caracterul de revistă enciclopedică al Vetrei era asigurat și de alte rubrici redactate de G. Coșbuc, la acestea adăugându-li-se și traducerea unor Proverbe indice din literatura sanscrită și Hymnuri din Rig-Veda. Revista a avut și un supliment, Hazul, din care, în 1895, au apărut cinci numere. În 1897, de la nr. 21 la nr. 43, poetul acceptă conducerea publicației Foaie interesantă, publicație presămănătoristă, revistă săptămânală ilustrată, apărută la București (12 ianuarie - 2 noiembrie 1897), devenită după ce trece „sub îngrijirea d-lui G. Coșbuc”, „săptămânală literară-științifică, ilustrată”. Întemeiată în scopul „de a ține publicul nostru în curent cu cele mai interesante evenimente din țară și străinătate, de a-i oferi cunoștințe literare și artistice”, Foaie interesantă anticipează programul Semănătorului, o „foaie populară”, pentru orașe, spre deosebire de Albina (1897-1937) care se adresa în special satelor. G. Coșbuc semnează versuri și proză.
Semănătorul apare la 2 decembrie 1901. Directori (până în ianuarie 1903): Al. Vlahuță și G. Coșbuc. În editorialul intitulat Uniți, ca și în articolul lui Vlahuță, Primele vorbe, G. Coșbuc formula programul revistei: 
„...promovarea unei literaturi care să stea în mijlocul istoriei și tradiției”, combaterea importului de literatură și de idei străine spiritului românesc, răspândirea în popor a culturii, necesitatea existenței unui ideal: „Ne strângem, cu credință și cu dragoste, în jurul aceluiași stindard, stindard de pace, de înseninare și de înfrățire intelectuală, de apostolică muncă pentru dezmorțirea inimilor care tânjesc, pentru redeșteptarea avântului de odinioară în sufletele românești, pentru chemarea atâtor puteri risipire la o îndrumare mai sănătoasă, la sfânta grijă a întăririi și a înălțării neamului nostru.”
Revista avea să adune în jurul său pe Mihail Sadoveanu, Nicolae Iorga, Șt. O. Iosif, D. Anghel, I. Slavici, Octavian Goga, Ilarie Chendi, I. Agârbiceanu, Elena Farago, V. Pârvan și alții. Coșbuc și Vlahuță s-au retras după un an (decembrie 1902), revista fiind redactată, în continuare, de I. Chendi și Șt. O. Iosif, până la preluarea conducerii de către N. Iorga (1905-1906), care va reformula doctrina sămănătoristă întemeiată pe revalorificarea tradițiilor istorice și ale folclorului.
Ultima revistă sub direcția lui Coșbuc este Viața literară, înființată la 1 ianuarie 1906, în colaborare cu I. Gorun, la care secretar de redacție a fost I. Chendi. În articolul de fond Un prim cuvânt se propune editarea unei reviste care să ofere cititorilor „o icoană cât mai credincioasă și mai întreagă a vieții noastre literare și artistice în desfășurarea ei” și „să informeze publicul cititor despre tot ce este manifestare a vieții literare și artistice, prin cronici și bibliografii”. Publicația își propune să acorde prioritate talentului, și nu moralității în artă, idee susținută de Nicolae Iorga: 
„Coloanele acestea se vor deschide tuturor scriitorilor noștri - și nici unul nu va găsi aici vreo constrângere a talentului său. Pe colaboratorii noștri noi nu-i vom întreba de curent sau program - îi vom întreba însă de talent.”
Până în luna mai, când nu va mai fi în conducerea revistei, Coșbuc va publica aici poeziile: Bordei sărac, O poveste veselă, Umbră, Tricolorul, Cuscri, precum și câteva pagini de proză.

### Activitatea de traducător
Din perioada studiilor gimnaziale de la Năsăud, poetul și-a manifestat pasiunea pentru literatura clasică greco-latină, pentru valorile literaturii universale. La vârsta de numai 15 ani, Societatea Virtus Romana Rediviva i-a acordat un premiu la concursul literar pentru traducerea unei versiuni din Odiseea, din care va publica fragmentar în revistele literare românești începând cu anul 1902 și parțial, în 1918, la Casa Școalelor. Utilizând octava pe care marii creatori ai epopeii Renașterii (Boiardo, Ariosto, Tasso) o acreditaseră ca strofă epică prin excelență, Coșbuc a prezentat în limba română sensurile fundamentale ale poeziei homerice. Versiunea sa este o transcriere fidelă, de o rară expresivitate și fluiditate. A dat, de asemenea, echivalențe creatoare, în lexicul cel mai adecvat din opera lui Vergiliu (Bucolicele și Georgicele).
Un mare efort creator l-a constituit traducerea Eneidei, încununată cu Marele Premiu al Academiei, „Năsturel” (1897), obținut până la el numai de V. Alecsandri și de Al. Odobescu, pentru întreaga lor activitate literară. În ședința de la 9 aprilie 1897, N. Quintescu, Gr. G. Tocilescu, Gr. Ștefănescu și Spiru Haret susțin premierea lui Coșbuc, „traducerea Aeneis fiind o lucrare de mare merit”, „triumful absolut al unui talent consacrat”. În Antologia sanscrită Coșbuc a tradus, fragmentar, părțile cele mai reprezentative ale literaturii de meditație indiană (Rig Veda, Mahabharata, Ramayana). A tradus, de asemenea, din Don Carlos de Schiller și, din original sau prin intermediar german, fragmente ample după Sacontala lui Kālidāsa. Un rol important în activitatea de traducător al lui Coșbuc îl are tălmăcirea Divinei Comedii, pe care Tudor Vianu o caracteriza drept „opera cea mai de seamă a măiestriei sale poetice”. După un început de traducere după o versiune germană, Coșbuc a învățat singur limba italiană, a călătorit în Italia (1912), și-a alcătuit o vastă bibliotecă dantescă, reluând, după original, traducerea integrală, la care a lucrat mai mult de cincisprezece ani.
O primă versiune românească integrală a Infernului a fost pregătită pentru tipar mai întâi în 1902 și apoi în 1906, asupra acestor versiuni revenind în 1907, când încheiase și traducerile din Purgatoriul și Paradisul. Toate îndreptările unor imperfecțiuni stilistice și completarea unora dintre lacunele existente au continuat până în toamna anului 1911, când Coșbuc a întreprins demersuri pentru publicarea întregii traduceri a Divinei Comedii, „una din cele mai expresive traduceri pe care le cunoaște lumea”. Poetul George Coșbuc a fost, în același timp, și un original exeget, creator lucid și îndrăzneț al unui sistem personal de interpretare, prin La Tavola ronda, comentariu scris în limba italiană, „mic monstru de erudiție și de ambiție culturală”.
Postum, în 1925, 1927 și 1931 apare traducerea celor trei părți ale Divinei Comedii, bardul năsăudean impunându-se, în acest domeniu al activității sale de traducător, ca un întemeietor. Traducerile sale sunt o deschidere spre universalitatea limbajului poetic românesc.

### Traduceri
- Vergiliu, Aeneis, București, 1896; ediția (Eneida), îngrijită și prefață de Stella Petecel, București, 1980; ediție prefațată de Ion Acsan, București, 2000, Georgice, București, 1906;
- Byron, Mazepa, Craiova, 1896;
- Antologie sanscrită, Craiova, 1897;
- Kalidasa, Sacontala, București, 1897; ediția București, 1959; ediție prefațată de Ion Acsan, București, 1999;
- Carmen Sylva, Valuri alinate, București, 1906; ediția București, 2003;
- Terențiu, Parmeno, București, 1908;
- Schiller, Don Carlos, București, 1910;
- Dante, Divina Comedie, I-III, ediție îngrijită de Ramiro Ortiz, București, 1924-1932; ediție îngrijită și prefață de Alexandru Balaci, București, 1954-1957; în Opere alese, VII-VIII, ediție îngrijită de Gheorghe Chivu, prefață de și comentarii Alexandru Duțu, București, 1985; ediția Iași, 2000;
- Homer, Odiseea, I-II, ediție îngrijită de I. Sfetea și Ștefan Cazimir, prefață de Ștefan Cazimir, București, 1966.

## Omagieri

### Filatelie

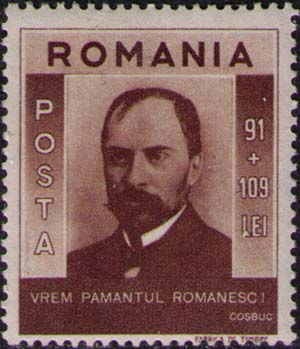
Portretul lui George Coșbuc pe o marcă poștală românească din 1943.

La 15 august 1943, serviciile poștale ale României au emis o marcă poștală cu valoarea nominală de 91+109 lei, purtând portretul lui George Coșbuc, spre stânga; marca poștală face parte din seria „Caritate pentru refugiații din Transilvania”.

În 1966, la 100 de ani de la nașterea lui George Coșbuc, serviciile poștale din România, au pus în circulație, în seria Aniversări culturale o marcă poștală, cu valoarea nominală de 5 bani, care reprezintă un portret al poetului.

### Numismatică
La 12 decembrie 2016, Banca Națională a României a pus în circulație, în atenția colecționarilor, cu ocazia sărbătoririi a 150 de ani de la nașterea lui George Coșbuc, o monedă de argint, cu titlul de 999‰, într-un tiraj de 200 de exemplare. Moneda este rotundă, are diametrul de 37 mm, iar greutatea este de 31,103 g. Întregul tiraj al emisiunii este de calitate proof, iar cantul monetei este zimțat. Moneda are putere de circulație în România.